# تعیین اندازه نمونه
تعیین اندازه نمونه، انتخاب اندازه نمونه یا تعداد تکرار یک آزمایش، است. اندازه نمونه مورد استفاده، در نتیجه ی یک تخمین آماری (و در نتیجه، در نتایج یک آزمابیش علمی) بسیار اهمیت دارد. در بعضی آزمایش ها به ناچار محدودیت ذاتی در مورد تعداد آزمایش ها وجود دارد. در بعضی موارد انتخاب اندازه نمونه یا حجم نمونه تاحدی در اختیار آزمایش کننده است. معمولا تصمیمی لازم است که مستلزم توازن و trade off بین تمایل بین افزایش اندازه نمونه برای رسیدن به دقت و صحت بیشترتخمین، و هزینه آزمایش (به دلیل تعداد بالای تکرار لازم برای انجام آزمایش و اندازه گیری مربوطه) است. این مساله ی انتخاب تعداد تکرار آزمایش، یک مساله از جنس تعیین اندازه نمونه است.
تعیین اندازه نمونه همان عمل انتخاب تعداد مشاهدات و تکرارها برای شامل شدن در یک نمونه آماری می‌باشد. اندازه نمونه در هر مطالعه تجربی، یک ویژگی مهم است که هدف از آن، به دست آوردن استنباط آماری درباره یک جامعه، با استفاده از یک نمونه است. در عمل، اندازه نمونه مورد استفاده در مطالعه با توجه به هزینه جمع‌آوری داده و نیاز به داشتن توان آماری کافی تعیین می‌شود. در مطالعات پیچیده، ممکن است مطالعه شامل چندین اندازه نمونه مختلف باشد: برای مثال، در نمونه‌گیری پرسش‌نامه‌ای شامل نمونه‌گیری طبقه‌ای، برای هر جامعه، اندازه نمونه متفاوت خواهد بود. در یک سرشماری، داده‌ها از تمام جامعه گردآوری می‌شوند، بنابرین اندازه نمونه برابر اندازه جامعه است. در طراحی آزمایش، که در آن، مطالعه به گروه‌های برخورد و کنترل مختلف تقسیم می‌شوند، اندازه نمونه هر گروه، متفاوت خواهد بود.
اندازه نمونه به چند روش مختلف حاصل می‌شود:
- آسانی-برای مثال، مواردی را شامل می‌شود که به آسانی در دست‌رس قرار می‌گیرند و مناسب جمع‌آوری داده می‌باشند. انتخاب اندازه نمونه کوچک، اگرچه گاهی لازم است، می‌تواند سبب بازه اطمینان عریض یا خطر اشتباه در آزمون فرضیه آماری شود.
- استفاده از یک واریانس هدف برای یک تخمین تا از نمونه به دست آمده نهایی مشتق شود
- استفاده از یک هدف برای توان یک آزمون آماری تا زمانی که نمونه انتخاب می‌شود، به کار رود.

نحوه انتخاب نمونه در نمونه‌گیری و جمع‌آوری داده مطالعه بیان شده‌است.

## معرفی
به هنگام تخمین پارامترهای نامعین، اندازه نمونه بزرگتر عموماً موجب افزایش دقت می‌شود. برای مثال، اگر بخواهیم نسبت گونه معینی از ماهی‌ها را که به یک پاتوژن آلوده شده‌اند بدست آوریم، اگر نمونه ما به جای ۱۰۰ ماهی، ۲۰۰ ماهی را بسنجد، تخمین صحیح‌تر و دقیق‌تری بدست خواهیم آورد. چندی از حقایق اساسی آمار ریاضیاتی این پدیده را توصیف می‌کنند، که می‌توان در این میان به قانون اعداد بزرگ و قضیه حد مرکزی اشاره کرد.
در برخی شرایط، افزایش اندازه نمونه، خیلی سبب افزایش دقت نمی‌شود و گاهی نیز تأثیر آن صفر است. این رویداد می‌تواند سبب ایجاد اریبی یا وابستگی شدید داده‌ها شود.
با توجه به میزان درستی نتایج تخمینی، می‌توان درباره اندازه نمونه قضاوت نمود. برای مثال، اگر یک نسبت تخمین زده می‌شود، داشتن بازه اطمینان ۹۵ درصدی نیازمند کمتر از ۰٫۰۶ بودن گستره عرض آن است. به‌طور متناوباً، اندازه نمونه براساس توان آماری یک آزمون فرضیه ارزیابی می‌گردد. مثلاً، اگر حمایت زنان از یک نامزد را با حمایت مردان از او مقایسه کنیم، این انتظار را داریم که با داشتن توان آماری ۸۰ درصد، اختلاف را در سطح حمایت ۰٫۰۴ واحدی تشخیص دهیم.